# NGC 7778
NGC 7778 ist eine elliptische Galaxie vom Hubble-Typ E0 im Sternbild Fische auf der Ekliptik. Sie ist schätzungsweise 239 Millionen Lichtjahre von der Milchstraße entfernt und hat einen Durchmesser von etwa 70.000 Lj.  

Im selben Himmelsareal befinden sich u. a. die Galaxien NGC 7779, NGC 7780, NGC 7781, NGC 7782.
Das Objekt wurde am 12. November 1784 von Wilhelm Herschel entdeckt.